# Niecka opolska

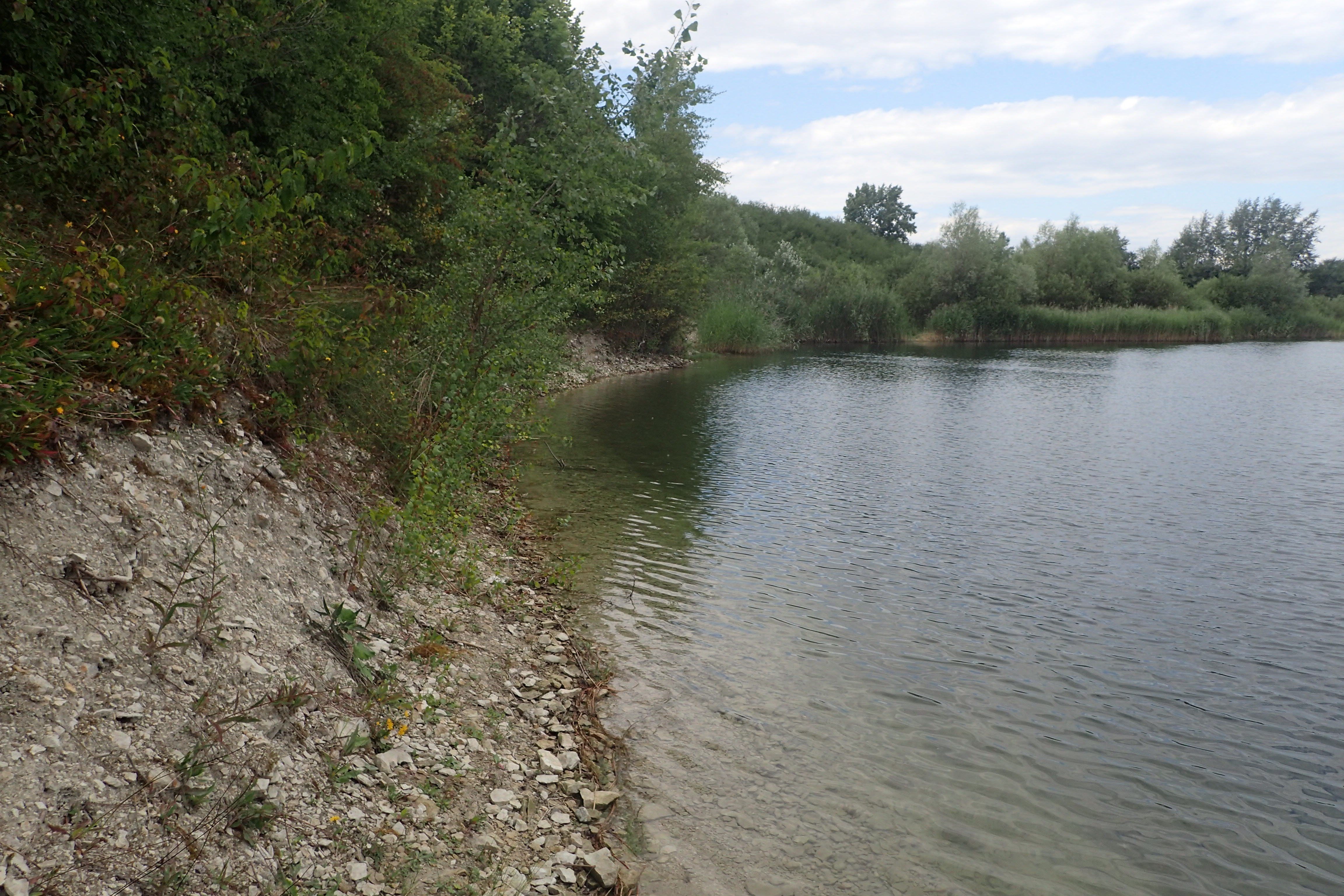
Zbiornik poeksploatacyjny Kamionka Groszowice w Opolu

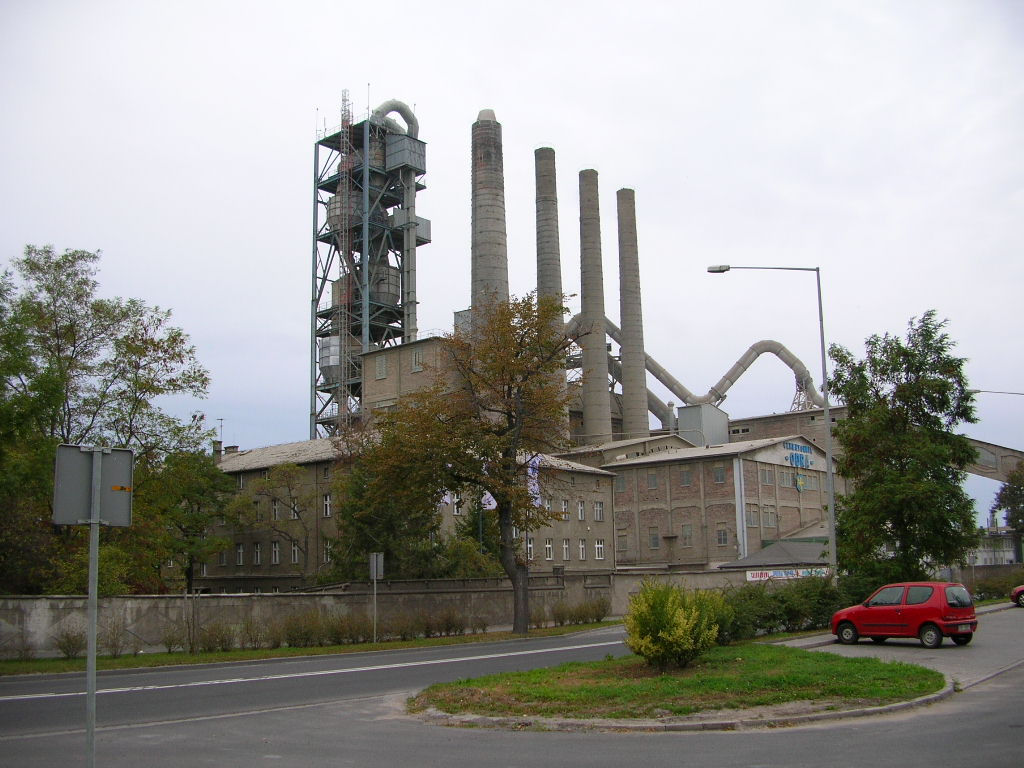
Cementownia Odra w Opolu bazująca na skałach węglanowych niecki opolskiej

Niecka opolska – jednostka geologiczna w południowej Polsce. Zbudowana jest ze skał osadowych górnej kredy powstałych w morzu epikontynentalnym.
Wyniki pierwszych całościowych badań geologii i paleontologii kredy opolskiej opublikowali Friedrich Adolph Roemer (1841), Ferdinand Roemer (1870) i Richard Leonhard (1897).
Utwory kredy opolskiej zajmują większość obszaru Opolszczyzny na zachód od Odry między Oławą na północy, linią Nysa–Prudnik na zachodzie a linią Opole–Kędzierzyn-Koźle na wschodzie. Ponadto kreda opolska sięga kilka kilometrów na wschód od Odry między Brzegiem a Przyworami. Oddzielny obszar wystąpienia tej kredy znajduje się na wschód od Głubczyc wzdłuż pogranicza województw opolskiego i śląskiego, jest też kilka izolowanych wystąpień kredy opolskiej koło Głubczyc  i na Górze św. Anny  . Większość obszaru występowania kredy przykryta jest utworami kenozoiku, toteż kreda odsłania się na powierzchni głównie w rejonie Opola . Geologicznie jednostka ta leży bezpośrednio głównie na utworach strefy śląsko-morawskiej w południowej i środkowej części zasięgu występowania i na skałach triasowych monokliny przedsudeckiej w północnej i wschodniej części. Najniższą część profilu tworzą piaski i piaskowce kwarcowe cenomanu, na których leżą marglisto-wapienne utwory dwóch pięter: turonu i koniaku  . Miąższość kredy opolskiej dochodzi do 250 m.
Stratygrafia kredy opolskiej bazuje przede wszystkim na małżach z grupy inoceramów, a także na kokolitach  i amonitach . W skałach kredy opolskiej występują bardzo liczne skamieniałości śladowe mające znaczenie w rekonstrukcji paleośrodowiska  i skamieniałości następujących bezkręgowców: gąbek, małży, amonitów, ramienionogów zawiasowych i jeżowców nieregularnych . Inne grupy makrofauny są rzadsze . Pospolite są też otwornice, zarówno bentoniczne, jak i planktoniczne . Szczątki kręgowców są rzadkie, do najczęstszych należą zęby rekinów i łuski ryb kostnoszkieletowych. Bardzo rzadkie są pozostałości gadów morskich – pliozaurów oraz mozazaurów . Napotkano też napławione skamieniałości roślin lądowych  . Z turonu niecki opolskiej pochodzi skamieniałość największego w Polsce amonita, mająca 118 cm średnicy .
Skały węglanowe niecki opolskiej od połowy XIX w. są podstawą przemysłu cementowego Opola. W przeszłości w oparciu o złoża opolskie działało kilka cementowni, obecnie działa Cementownia Odra korzystająca z surowca z kamieniołomu Odra, ponadto margle i iły margliste z kamieniołomu Folwark wykorzystywane są w Cementowni Górażdże.
Podłoże niecki opolskiej stanowią utwory bloku dolnośląskiego (bloku przedsudeckiego), strefy śląsko-morawskiej i monokliny śląsko-krakowskiej.